# Jeon Ji-hee
Jeon Ji-hee (em coreano:  전지희; Langfang, 28 de outubro de 1992), nascida Tian Minwei (chinês: 田旻炜), é uma mesa-tenista sul-coreana.

## Carreira
Ela competiu nas Olimpíadas de Verão de 2016 no evento de simples feminino, no qual foi eliminada na quarta rodada por Yu Mengyu, e como parte da equipe sul-coreana no evento de equipes femininas. Em março, Jeon jogou no WTT Doha. No evento WTT Contender, ela chegou às quartas de final, onde foi derrotada por Miyuu Kihara. No evento WTT Star Contender, ela chegou às semifinais, onde perdeu para Mima Ito. Isso marcou sua quarta derrota consecutiva para Ito, a quem ela encontraria novamente nas Olimpíadas de Verão de 2020 em Tóquio.
Nos Jogos Olímpicos de Verão de 2024, em Paris, conquistou a medalha de bronze na disputa de equipes femininas, ao lado de Lee Eun-hye e Shin Yu-bin.